# Vremja sčastlivych nachodok
Vremja sčastlivych nachodok (Время счастливых находок) è un film del 1969 diretto da Genrich Saulovič Gabaj.